# بروس گلر
بروس گلر (انگلیسی: Bruce Geller; ۱۳ اکتبر ۱۹۳۰ – ۲۱ مهٔ ۱۹۷۸) نویسنده، کارگردان و تهیه‌کننده اهل آمریکا بود.
از فیلم‌ها یا مجموعه‌های تلویزیونی که وی در آن‌ها نقش داشته‌است می‌توان به مأموریت: غیرممکن اشاره نمود.